# OpenDNS
| QS-Informatik | Dieser Artikel wurde wegen inhaltlicher Mängel auf der Qualitätssicherungsseite der Redaktion Informatik eingetragen. Dies geschieht, um die Qualität der Artikel aus dem Themengebiet Informatik auf ein akzeptables Niveau zu bringen. Hilf mit, die inhaltlichen Mängel dieses Artikels zu beseitigen, und beteilige dich an der Diskussion! (+) Begründung: Sehr veraltet - seit 2015 von Cisco übernommen --Aruck (Diskussion) 11:05, 23. Jan. 2020 (CET) Geschichte überarbeitet, Angebote & Server sind noch zu erledigen --Mhupfauer (Diskussion) 18:58, 4. Apr. 2020 (CEST) |

OpenDNS ist ein US-amerikanischer DNS-Anbieter, der 2006 gegründet wurde und seit 2015 zu Cisco Systems Inc. gehört. Neben dem Betrieb von DNS-Servern bietet OpenDNS verschiedene Netzwerksicherheits-Software-Lösungen an.

## Geschichte
OpenDNS wurde 2006 durch den Hacker und Unternehmer David Ulevitch gegründet. Der Dienst erhielt in der ersten Finanzierungsphase durch Minor Ventures, ein vom CNET-Gründer Halsey Minor geführtes Unternehmen, zwei Millionen US-Dollar Kapital.
Am 10. Juli 2006 berichteten Digg, Slashdot und Wired über OpenDNS. Am 2. Oktober 2006 startete OpenDNS das Projekt PhishTank, eine kollaborative Anti-Phishing-Datenbank. Im selben Jahr begann OpenDNS auch die Programmierschnittstelle von DynDNS für den Dienst DNS-O-Matic zu nutzen. Damit wird Nutzern ermöglicht, ihre dynamische IP-Adresse an mehrere Anbieter von dynamischem DNS gleichzeitig bekanntzugeben.
Am 5. November 2008 verließ Nand Mulchandani seinen bisherigen Posten als Sicherheitschef bei VMware und ersetzte Ulevitch als CEO, welcher dann die technische Leitung in der Position CTO übernahm. Im Dezember 2009 übernahm Ulevitch erneut den Posten des CEO. Am 21. Oktober 2009 wurde bekanntgegeben, dass es ab sofort drei Versionen geben soll: Basic (kostenlos), Deluxe und Enterprise.
Sequoia Capital und Greylock Partners erwarben den Großteil der Aktien von Halsey Minor im Juli 2009. In Kooperation mit DAG Ventures wurden Anfang 2010 die übrigen Aktien von Minor aufgekauft. Mit dem im Juni 2010 vorgestellten Dienst „FamilyShield“ bot OpenDNS seinen Kunden die Möglichkeit, pornographische Inhalte zu blockieren. Im Februar 2012 wechselte Dan Hubbard als CTO von Websense zu OpenDNS und übernahm dort den gleichen Posten. Im Mai 2014 konnten von diversen Investoren über 35 Millionen US-Dollar an neuem Kapital eingesammelt werden, darunter auch Cisco Systems, welche das Unternehmen im August 2015 vollständig übernahmen.
Mit Wirkung zum 11. April 2025 ist der OpenDNS-Dienst von Cisco für Nutzer in Belgien nicht mehr verfügbar. Dieses Vorgehen steht im Zusammenhang mit einer von DAZN erwirkten Sperranordnung gegen IPTV-Piraterie: OpenDNS, Cloudflare und Google müssen über 100 illegale Streaming-Websites blockieren, sonst drohen täglich Bußgelder in Höhe von 100 000 Euro.

## Angebote
OpenDNS bietet DNS-Abfragen (Auflösung von DNS-Namen) für Privatpersonen und Firmen. Dies stellt eine Alternative zur Benutzung des DNS-Servers des eigenen Internetdienstanbieters dar. Zum anderen bietet die Firma einen Phishing-Filter sowie Korrektur von Eingabefehlern an. OpenDNS sammelt eine Liste fragwürdiger Seiten und blockiert den Zugriff darauf.
Über den Dienst PhishTank können Nutzer neue Phishing-Seiten melden oder Berichte zu älteren Seiten überarbeiten.
Weiterhin will OpenDNS spezielle Dienstleistungen anbieten. Dazu gehören sogenannte Shortcuts („Abkürzungen“). Damit kann der Nutzer Kurznamen auf einen Domainnamen abbilden. Als Beispiel wird der Name „mail“ für die Adresse „mail.yahoo.com“ genannt.

## Server
OpenDNS stellt unter den folgenden Adressen rekursive Nameserver zur Verfügung, die via Anycast auf den nächstgelegenen Server geroutet werden:

### IPv4
- 208.67.222.222 (resolver1.opendns.com)
- 208.67.220.220 (resolver2.opendns.com)
- 208.67.222.220 (resolver3.opendns.com)
- 208.67.220.222 (resolver4.opendns.com)

### IPv6
- 2620:119:35::35
- 2620:119:53::53

## Kritik
Die Firma konnte Umsätze generieren, sobald ein Domainname falsch eingegeben wurde. In diesem Fall wurde der Nutzer zu einer eigenen Suchseite umgeleitet, auf welcher Werbung angezeigt wurde. Am 6. Juni 2014 wurde die eigene Suchseite inklusive Werbung abgeschaltet, der integrierte Schutz vor Phishing und Malware-Attacken bleibt jedoch bestehen.
Dieses Verhalten ähnelte der AOL-Suche von Alice und dem SiteFinder von VeriSign, welcher seinerzeit stark kritisiert wurde. OpenDNS vertritt die Auffassung, dass dies nicht vergleichbar sei, da sich der Nutzer freiwillig für diese Dienstleistungen entscheiden könne und die Weiterleitung über das OpenDNS Control Panel abschaltbar sei.
Der Betreiber des DNS-Resolvers Cisco Systems Inc. steht in Zusammenhang mit der 2013 durch Edward Snowden öffentlich gewordenen Globalen Überwachungs- und Spionageaffäre.